# Keylor Navas
Keylor Antonio Navas Gamboa (født 15. december 1986) er en professionel fodboldspiller fra Costa Rica. Han spiller for Paris Saint-Germain i Frankrig som målmand. Tidligere har han blandt andet repræsenteret Deportivo Saprissa i hjemlandet, Levante og  Albacete.
Navas, som kun er 185 cm høj, har (pr. september 2019) spillet 108 kampe for det costaricanske landshold. Han var en del af holdet der sensationelt nåede kvartfinalerne ved VM i 2014 i Brasilien og var også med i truppen til VM 2018 i Rusland og VM 2022 i Qatar.